# Out of Our Heads
Out Of Our Heads este cel de-al treilea album de studio în ediția UK realizat de trupa britanică The Rolling Stones. Acest album a fost publicat în 1965 și a fost lansat la casa de discuri DECCA. Albumul a apărut în Regatul Unit după aproape o lună de la realizarea ediției US. Formatul inițial a fost realizat pe vinyl. În UK albumul a fost pentru prima oară întâlnit pe 24 septembrie 1965. În ediția US acesta este al patrulea album scos de The Rolling Stones. În US albumul conține hit-ul „I Can't Get No (Satisfaction)”. Discul a apărut în US pe 30 iulie 1965.